# Ємець Олег Олексійович
Ємець Олег Олексійович (15 березня 1957, Полтава) — український математик та інформатик. Доктор фізико-математичних наук (1997), професор(1998). Відмінник освіти України (2009). Лауреат Державної премії України в галузі науки і техніки (2009 р.). Має подяку Прем'єр-міністра України (2011). 

## Біографія
Закінчив Харківський інститут радіоелектроніки імені М. К. Янгеля (1979), аспірантуру (1982) та докторантуру (1993) цього ВНЗ. З 1983 року по 2004 рік працював у Полтавському інженерно-будівельному інституті (який  в 1998 р. перетворено в Полтавський національний технічний університет імені Юрія Кондратюка) асистентом, старшим викладачем, завідувачем кафедри вищої математики,  завідувачем кафедри прикладної математики, інформатики та математичного моделювання. З 2004 року по 2021 рік працював в Полтавському університеті споживчої кооперації України (з 2010 р. - Полтавський університет економіки і торгівлі) на посаді завідувача кафедри математичного моделювання та соціальної інформатики.

## Наукова діяльність
Є автором та співавтором  більше ніж 600 наукових та 60 науково-методичних праць, зокрема, 3 посібників з грифом МОН, 12 монографій та більше ніж 200 фахових статей. Підготував 13 кандидатів фіз.-мат. наук та одного доктора фіз.-мат. наук (Барболіна Т.М., 2020 р.).